# Ivan Bachar
Ivan Vasilevič Bachar (in bielorusso Іван Васілевіч Бахар?; Minsk, 10 luglio 1998) è un calciatore bielorusso, centrocampista della Dinamo Minsk e della nazionale bielorussa.

## Carriera

### Club
Ha giocato nella massima serie bielorussa.

### Nazionale
Ha giocato nelle nazionali giovanili bielorusse Under-17, Under-19 ed Under-21.
Nel 2019 ha esordito in nazionale maggiore.

## Statistiche

### Cronologia presenze e reti in nazionale
| Cronologia completa delle presenze e delle reti in nazionale ― Bielorussia | Cronologia completa delle presenze e delle reti in nazionale ― Bielorussia | Cronologia completa delle presenze e delle reti in nazionale ― Bielorussia | Cronologia completa delle presenze e delle reti in nazionale ― Bielorussia | Cronologia completa delle presenze e delle reti in nazionale ― Bielorussia | Cronologia completa delle presenze e delle reti in nazionale ― Bielorussia | Cronologia completa delle presenze e delle reti in nazionale ― Bielorussia | Cronologia completa delle presenze e delle reti in nazionale ― Bielorussia |
| Data                                                                       | Città                                                                      | In casa                                                                    | Risultato                                                                  | Ospiti                                                                     | Competizione                                                               | Reti                                                                       | Note                                                                       |
| -------------------------------------------------------------------------- | -------------------------------------------------------------------------- | -------------------------------------------------------------------------- | -------------------------------------------------------------------------- | -------------------------------------------------------------------------- | -------------------------------------------------------------------------- | -------------------------------------------------------------------------- | -------------------------------------------------------------------------- |
| 6-9-2019                                                                   | Tallinn                                                                    | Estonia                                                                    | 1 – 2                                                                      | Bielorussia                                                                | Qual. Euro 2020                                                            | -                                                                          | 64’ 66’                                                                    |
| 9-9-2019                                                                   | Cardiff                                                                    | Galles                                                                     | 1 – 0                                                                      | Bielorussia                                                                | Amichevole                                                                 | -                                                                          | 84’                                                                        |
| 10-10-2019                                                                 | Minsk                                                                      | Bielorussia                                                                | 0 – 0                                                                      | Estonia                                                                    | Qual. Euro 2020                                                            | -                                                                          | 59’                                                                        |
| 13-10-2019                                                                 | Minsk                                                                      | Bielorussia                                                                | 1 – 2                                                                      | Paesi Bassi                                                                | Qual. Euro 2020                                                            | -                                                                          | 50’ 70’                                                                    |
| 4-9-2020                                                                   | Minsk                                                                      | Bielorussia                                                                | 0 – 2                                                                      | Albania                                                                    | UEFA Nations League 2020-2021 - 1º turno                                   | -                                                                          | 86’                                                                        |
| 7-10-2020                                                                  | Tbilisi                                                                    | Georgia                                                                    | 1 – 0                                                                      | Bielorussia                                                                | Qual. Euro 2020                                                            | -                                                                          | 63’                                                                        |
| 11-10-2020                                                                 | Vilnius                                                                    | Lituania                                                                   | 2 – 2                                                                      | Bielorussia                                                                | UEFA Nations League 2020-2021 - 1º turno                                   | -                                                                          | 80’                                                                        |
| 14-10-2020                                                                 | Minsk                                                                      | Bielorussia                                                                | 2 – 0                                                                      | Kazakistan                                                                 | UEFA Nations League 2020-2021 - 1º turno                                   | -                                                                          | 66’                                                                        |
| 11-11-2020                                                                 | Ploiești                                                                   | Romania                                                                    | 5 – 3                                                                      | Bielorussia                                                                | Amichevole                                                                 | 1                                                                          |                                                                            |
| 15-11-2020                                                                 | Minsk                                                                      | Bielorussia                                                                | 2 – 0                                                                      | Lituania                                                                   | UEFA Nations League 2020-2021 - 1º turno                                   | -                                                                          | 72’                                                                        |
| 24-3-2021                                                                  | Minsk                                                                      | Bielorussia                                                                | 1 – 1                                                                      | Honduras                                                                   | Amichevole                                                                 | -                                                                          | 46’                                                                        |
| 27-3-2021                                                                  | Minsk                                                                      | Bielorussia                                                                | 4 – 2                                                                      | Estonia                                                                    | Qual. Mondiali 2022                                                        | -                                                                          | 85’                                                                        |
| 30-3-2021                                                                  | Lovanio                                                                    | Belgio                                                                     | 8 – 0                                                                      | Bielorussia                                                                | Qual. Mondiali 2022                                                        | -                                                                          | 87’                                                                        |
| 13-11-2021                                                                 | Cardiff                                                                    | Galles                                                                     | 5 – 1                                                                      | Bielorussia                                                                | Qual. Mondiali 2022                                                        | -                                                                          | 81’                                                                        |
| 16-11-2021                                                                 | Minsk                                                                      | Bielorussia                                                                | 1 – 0                                                                      | Giordania                                                                  | Amichevole                                                                 | -                                                                          | 63’                                                                        |
| 26-3-2022                                                                  | Riffa                                                                      | India                                                                      | 0 – 3                                                                      | Bielorussia                                                                | Amichevole                                                                 | -                                                                          | 46’                                                                        |
| 29-3-2022                                                                  | Riffa                                                                      | Bahrein                                                                    | 0 – 1                                                                      | Bielorussia                                                                | Amichevole                                                                 | -                                                                          | 85’                                                                        |
| 3-6-2022                                                                   | Novi Sad                                                                   | Bielorussia                                                                | 0 – 1                                                                      | Slovacchia                                                                 | UEFA Nations League 2022-2023 - 1º turno                                   | -                                                                          | 71’                                                                        |
| 10-6-2022                                                                  | Novi Sad                                                                   | Bielorussia                                                                | 1 – 1                                                                      | Kazakistan                                                                 | UEFA Nations League 2022-2023 - 1º turno                                   | -                                                                          | 65’                                                                        |
| 13-6-2022                                                                  | Mərdəkan                                                                   | Azerbaigian                                                                | 2 – 0                                                                      | Bielorussia                                                                | UEFA Nations League 2022-2023 - 1º turno                                   | -                                                                          | 71’                                                                        |
| 22-9-2022                                                                  | Astana                                                                     | Kazakistan                                                                 | 2 – 1                                                                      | Bielorussia                                                                | UEFA Nations League 2022-2023 - 1º turno                                   | -                                                                          | 61’ 83’                                                                    |
| 25-9-2022                                                                  | Bačka Topola                                                               | Slovacchia                                                                 | 1 – 1                                                                      | Bielorussia                                                                | UEFA Nations League 2022-2023 - 1º turno                                   | -                                                                          | 32’ 68’                                                                    |
| 25-3-2023                                                                  | Novi Sad                                                                   | Bielorussia                                                                | 0 – 5                                                                      | Svizzera                                                                   | Qual. Euro 2024                                                            | -                                                                          | 46’                                                                        |
| 28-3-2023                                                                  | Bucarest                                                                   | Romania                                                                    | 2 – 1                                                                      | Bielorussia                                                                | Qual. Euro 2024                                                            | -                                                                          | 77’                                                                        |
| 16-6-2023                                                                  | Budapest                                                                   | Bielorussia                                                                | 1 – 2                                                                      | Israele                                                                    | Qual. Euro 2024                                                            | -                                                                          | 46’                                                                        |
| 9-9-2023                                                                   | Andorra la Vella                                                           | Andorra                                                                    | 0 – 0                                                                      | Bielorussia                                                                | Qual. Euro 2024                                                            | -                                                                          | 79’                                                                        |
| 12-10-2023                                                                 | Budapest                                                                   | Bielorussia                                                                | 0 – 0                                                                      | Romania                                                                    | Qual. Euro 2024                                                            | -                                                                          | 73’ 79’                                                                    |
| 15-10-2023                                                                 | San Gallo                                                                  | Svizzera                                                                   | 3 – 3                                                                      | Bielorussia                                                                | Qual. Euro 2024                                                            | -                                                                          | 64’                                                                        |
| 18-11-2023                                                                 | Budapest                                                                   | Bielorussia                                                                | 1 – 0                                                                      | Andorra                                                                    | Qual. Euro 2024                                                            | -                                                                          | 63’                                                                        |
| 8-9-2024                                                                   | Lussemburgo                                                                | Lussemburgo                                                                | 0 – 1                                                                      | Bielorussia                                                                | UEFA Nations League 2024-2025 - 1º turno                                   | -                                                                          | 42’                                                                        |
| Totale                                                                     |                                                                            | Presenze                                                                   | 30                                                                         |                                                                            | Reti                                                                       | 2                                                                          |                                                                            |

## Palmarès

### Club

#### Competizioni nazionali
- Campionato bielorusso: 2

Dinamo Minsk: 2023, 2024
- Supercoppa di Bielorussia: 1

Dinamo Minsk: 2025